# 李俊文 (電影監製)
李俊文（1973年—），香港漫畫製作人﹑電影監製。

## 經歷
畢業於英國伯明罕大學電訊工程學系，1998年投身平面及多媒體設計，現任香港著名漫畫出版公司海洋創作總編輯及發展總監、waveooo 品牌首席設計師、LALAGolf高爾夫雜誌總編輯、香港專利授權及特許經營協會副會長。

## 相關人物
- 溫日良